# دیپ‌اسکیل
دیپ‌اسکیل (انگلیسی: DeepScale) شرکت مهندسی آمریکایی است، که در سال ۲۰۱۵ تأسیس شد.